# Hozain (Supermarkt)
Hozain (russisch Хозяин für ‚Gastgeber‘ oder ‚Gastwirt‘), Genuss Expert und Genuss Express (der Spezialist für Lebensmittel zum Genießen) sind drei deutsche Supermarktkette aus dem baden-württembergischen Willstätt, die auf Einzelhandel spezialisiert ist. Hozain, Genuss Expert und Genuss Express sind Tochterunternehmen der auch in Deutschland ansässigen Lackmann Holding.

## Geschichte
Der erste Hozain-Markt wurde 2008 in Darmstadt (Hessen) eröffnet. Der Schwerpunkt lag auf Fleisch- und Wurst-Spezialitäten aus eigener Produktion. Der erste Genuss Expert und Genuss Express Markt wurde 2021 eröffnet. 

## Konzeption
Die Märkte Hozain / Genuss Expert / Genuss Express bieten Feinkost aus unterschiedlichen Nationalküchem an. Es gibt Frischetheken für Fisch, Fleisch, Brot, Wurst- und Käseaufschnitt. Ebenso werden in den Märkten frisches Obst und Gemüse sowie Grundnahrungsmittel angeboten.

## Sortiment
Das Sortiment umfasst ca. 4000 Artikel. Die Märkte verfügen über Frischetheken und Bereiche mit frischem Obst und Gemüse.

## Organisation
Hozain / Genuss Expert / Genuss Express sind Vertriebsmarken der Lackmann Franchise GmbH. Die Märkte sind lizenzierte Partnerschaftsbetriebe in der Rechtsform der offenen Gesellschaft oder Franchisebetriebe der Rechtsform GmbH, bei denen Franchisenehmer eigenständige Kaufleute sind. Innerhalb der Lackmann Holding GmbH & Co. KG organisiert die Lackmann Franchise GmbH die Märkte, dies reicht vom Ladenbau mit Ladenausstattung bis zur kompletten Warenbelieferung und Filialbetreuung.